# Niklas Qvarnström (litteraturkritiker)
Niklas Qvarnström, född 15 september 1969 i Asarum, är en svensk författare och litteraturkritiker..

## Biografi
Qvarnström, som är bosatt i Malmö, har varit verksam som litteraturkritiker och krönikör i bland annat Kvällsposten, Göteborgs-Posten  och Sydsvenska Dagbladet.  Han har publicerat essäistik och skönlitteratur i  kulturtidskrifter som Glänta, Pequod, Ariel och Transit.  
Qvarnströms debutbok Memento Malmö (2001) är en långessä om Malmö. År 2003 medverkade han i antologin Perversioner, utgiven av Vertigo. Debutromanen Grand Zero (2004) tog avstamp i attackerna mot World Trade Center i New York och väckte uppmärksamhet för sitt gränsöverskridande språk, bland annat för att den innehöll en 271 sidor lång mening. Den andra romanen, Turba – En nittiotalsroman från framtiden (2019), kan ses som en nyckelroman. Den utspelar sig i ett bohemiskt Malmö under tidigt 1990-tal.
2021 debuterade Qvarnström som poet med diktsamlingen Irenes tillstånd och andra formler.
Inför rökförbudet på svenska uteserveringar 2019 propagerade Qvarnström för rätten att röka i det offentliga rummet.

## Priser och utmärkelser
- 2004 – Nöjesguidens Malmö-Lundapris
- 2005 – Albert Bonniers stipendiefond för yngre och nyare författare